# Abborrtjärnen (Nederkalix socken, Norrbotten, 734859-183073)
Abborrtjärnen är en sjö i Kalix kommun i Norrbotten och ingår i Sangisälvens huvudavrinningsområde.